# Plantago antarctica
Plantago antarctica är en grobladsväxtart som beskrevs av Joseph Decaisne. Plantago antarctica ingår i släktet kämpar, och familjen grobladsväxter. Inga underarter finns listade i Catalogue of Life.

## Bildgalleri

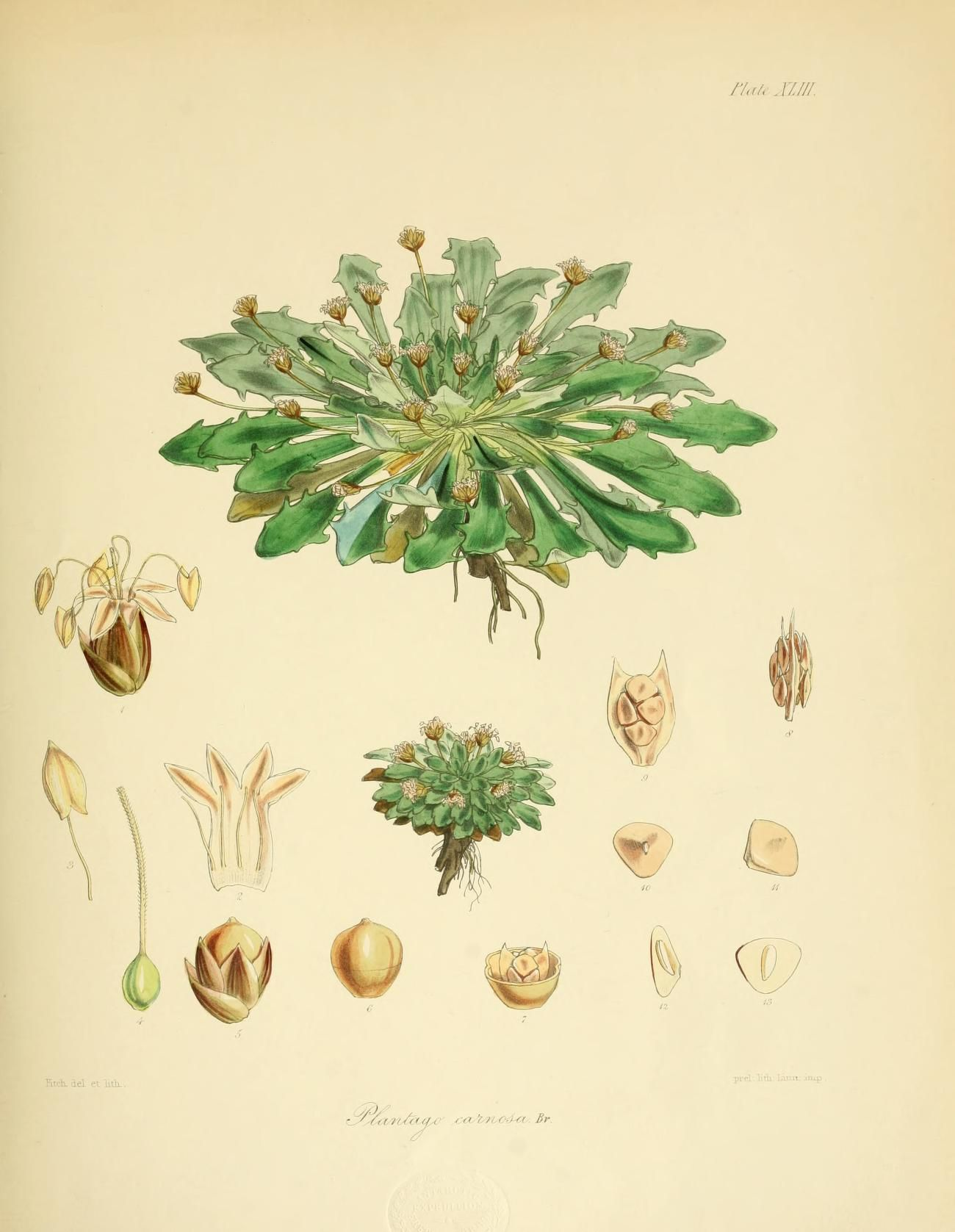